# Memnone (mitologia)
Memnone (AFI: /ˈmɛmnone/; forma antiquata Mennone, /ˈmɛnnone/ o /menˈnone/; in greco antico: Μέμνων?, Mémnōn, "colui che tiene duro") è un semidio della mitologia greca, re di Persia e d'Etiopia, alleato dei Troiani nell'ultimo anno della guerra di Troia, dove perì per mano di Achille. Protagonista di molte gesta e massimo esempio di kalokagathia, è considerato uno degli eroi mitologici più importanti ma la sua figura era delineata soprattutto in testi a noi non pervenuti, tra cui l' Etiopide - uno dei poemi del Ciclo Troiano - e una trilogia di Eschilo composta tra l'altro dalla tragedia Psicostasia, dove interveniva Zeus (cosa insolita per un pezzo teatrale), che pesava su una bilancia i destini di Memnone e Achille. Fra le opere superstiti, si devono invece ricordare soprattutto le Metamorfosi ovidiane e i Posthomerica di Quinto Smirneo; un cenno all'eroe viene inoltre fatto nell' Odissea e nell' Eneide.

## Mitologia

### Origini, infanzia e giovinezza
Memnone era figlio di Eos (l'Aurora), che lo generò con Titone, fratello del re troiano Priamo.
Fratello minore di Emazione, come lui nacque in Etiopia. I due avevano la pelle color scuro (in quanto da bambini avevano accompagnato con la madre Eos ogni giorno in cielo il cocchio del Sole), ma per il resto erano diversissimi in tutto poiché Emazione era un uomo brutale ed efferato, mentre Memnone una persona leale e magnanima, estranea a crudeltà verso i popoli sottomessi. 
Emazione divenne re dell'Etiopia e si scontrò con Eracle quando questi, dopo aver ucciso Busiride in Egitto, stava discendendo lungo il fiume Nilo. Memnone, che a quel tempo era ancora un fanciullo, regnava invece in Persia, a Susa, in un enorme palazzo di pietre bianche e gemme colorate fatto costruire dal padre Titone che, dopo essere emigrato nel Vicino Oriente, aveva appunto fondato la città. Gli abitanti di Susa furono anche chiamati Cissi, dal nome della madre adottiva di Memnone, Cissia. 
Memnone era stato allevato dalle Esperidi. Il suo palazzo, che si ergeva in cima ad una acropoli, sarebbe rimasto in piedi anche dopo la sua morte, sino alla conquista degli Achemenidi. Eracle, che aveva ucciso Emazione, affidò il regnò d'Etiopia a Memnone; questi in seguito ampliò ulteriormente il suo dominio conquistando moltissimi territori ma non Troia, dove regnava suo zio Priamo.

### La morte

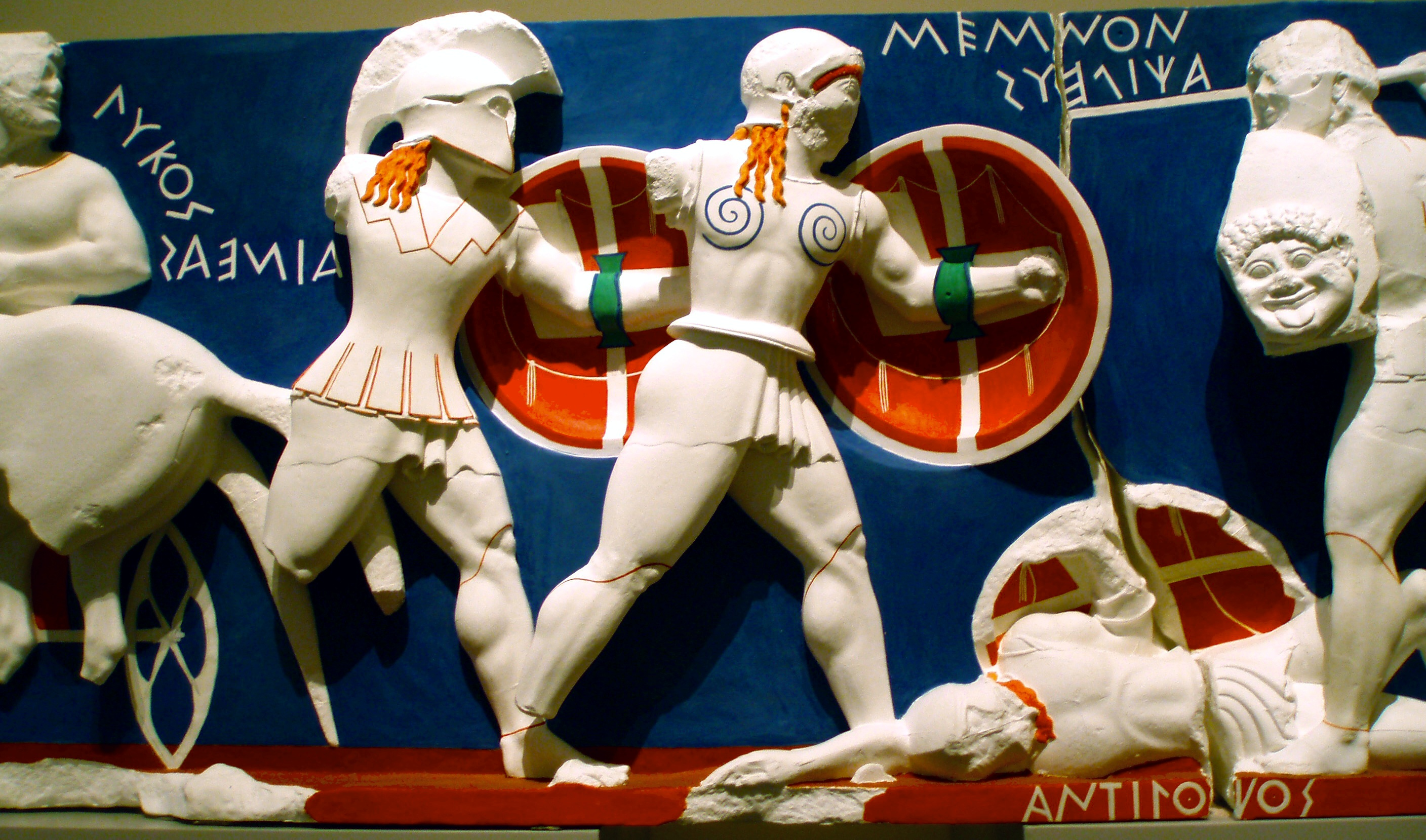
Ricostruzione di un decoro policromo dal santuario di Apollo a Delfi, raffigurante il combattimento tra Memnone e gli eroi achei presso il cadavere di Antiloco, circa 525 a.C., Delfi, Museo Archeologico.

Dopo che Ettore morì nel duello contro Achille, Memnone fu convocato come alleato a Troia. Il figlio di Eos portò con sé 20 000 etiopi, 2 000 susiani, un imprecisato numero di indiani, cui si aggiunsero i 1 000 guerrieri mandati dal re assiro Teutamo, con duecento carri. Si sostiene che egli raggiunse Troia attraversando l'Armenia in testa a un poderoso numero di persiani, etiopi ed indiani, mentre un secondo esercito comandato da Falanto, su suo ordine, salpava dalla Fenicia. Di Memnone nell'Odissea si dice che fosse il più bello tra tutti i guerrieri che presero parte alla guerra di Troia.
Sotto le mura di Troia dimostrò coraggio e valore, uccidendo diversi guerrieri achei e arrivando a ferire Aiace Telamonio (uno dei pochissimi a riuscirci veramente oltre a Ettore, Sarpedonte ed Enea). Inseguì il carro di Nestore, il cui auriga era stato ucciso da Paride, e ammazzò Antiloco che era accorso in aiuto del padre. Toccato dal sacrificio del giovane, Memnone rinunciò ad attaccare Nestore. Il corpo di Antiloco fu preso dai guerrieri etiopi ma, prima che fosse spogliato delle armi, fu recuperato da Achille, particolarmente affezionato ad Antiloco. A quel punto Memnone, per la prima volta, si lasciò andare a una provocazione verbale. Di qui appunto il duello tra i due eroi semidivini:
(discorso di Memnone ad Achille. Quinto Smirneo, Posthomerica, II, 412-416.)
Memnone lottò contro il Pelide e si dimostrò un guerriero non inferiore a lui: entrambi i semidei indossavano un'armatura forgiata da Efesto. Lo scontro fu durissimo e molto più lungo rispetto a quello che aveva visto opposto Achille a Ettore. Per buona parte del duello i due si scambiarono frasi di sfida. Il re etiope riuscì con le sue armi a scalfire la pelle di Achille, ma venne infine ucciso dal suo nemico, che lo decapitò con la spada. L'esercito di Memnone, rimasto senza il condottiero, si disperse, e tutti i suoi guerrieri fuggirono da Troia. 
Eos pianse molto la morte del figlio e il cielo fu ricoperto da nubi, mentre il suo pianto disperato formò la rugiada. Zeus, commosso, operò allora un prodigio: dalle ceneri di Memnone, bruciato sullo stesso rogo di Antiloco per ordine di Achille - il quale aveva così voluto rendere omaggio al valore del grande nemico - nacquero due schiere di uccelli immortali (detti "Memnonidi") che ogni anno combattono fra loro sul cielo di Troia, come narrato nelle Metamorfosi di Ovidio.
Secondo una variante, Memnone fu ucciso da Achille con una lancia alla gola (in modo dunque simile a Ettore) ed Eos prese con sé il cadavere, portandolo quindi in Etiopia per la sepoltura. L'episodio in questione è riprodotto in antiche opere d'arte greche. 

## Vittime di Memnone
Stando alle fonti, nei combattimenti, Memnone uccise un totale di tre tra gli eroi nemici:
1. Terone, seguace dell'anziano Nestore[10].
2. Ereuto, seguace dell'anziano Nestore[11].
3. Antiloco, eroe acheo, figlio di Nestore[12].

## Pareri secondari
Nel III secolo d.C., in aperta riscrittura del Ciclo Troiano, nel suo Eroico Filostrato nega che Memnone avesse partecipato alla guerra di Troia: il semidio sarebbe morto in Etiopia dopo un'esistenza pari a quella di cinque generazioni. 

## Omaggi
.

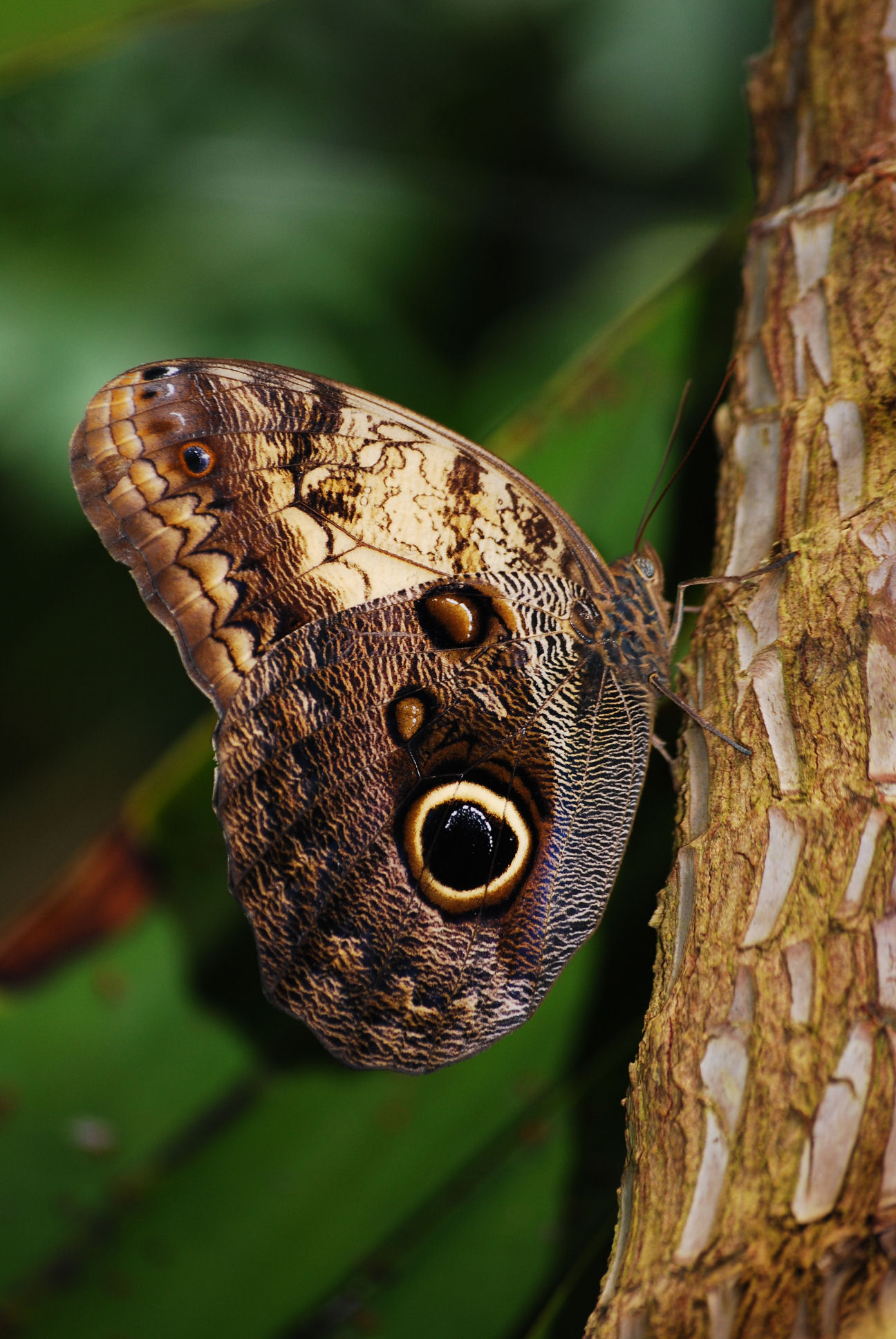
La farfalla Caligo Memnon colta mentre assume l'aspetto simile a una testa umana nera recisa

- In America Centrale e in Sudamerica vive una specie di farfalle caratterizzate da colori scuri e grande bellezza, il cui nome, Caligo Memnon, è un omaggio al semidio dalla pelle nera. Uno dei significati della parola latina caligo è infatti 'oscurità'; inoltre queste farfalle possiedono la capacità di trasferire gli occhi sulle ali, sì da apparire simili a teste umane nere separate dal corpo, richiamando dunque suggestivamente l'immagine dell'eroe decapitato.  [13]

- Nel film del 2002 Il Re Scorpione di Chuck Russel l'antagonista principale è un fortissimo guerriero di nome Memnone, che ha però la pelle bianca.

## Nella cultura di massa
- Due colossali statue erette sulle rive del Nilo, che in realtà raffigurano il faraone Amenofi III, furono identificate con l'eroe. Esse sono infatti note come Colossi di Memnone. Un tempo una di esse, al levarsi dell'aurora, emetteva spesso un rumore che venne interpretato come il saluto del semidio alla madre[14].

- Bernard Picart realizzò l'incisione Memnone, figlio di Eos e Titone, nella quale è rappresentata un'immaginaria e imponente statua del semidio in Egitto, da non confondere dunque con i Colossi di Memnone, sebbene l'artista la collochi presso il Nilo. L'opera è conservata ad Amsterdam.

- Medardo Rosso eseguì Memnone, una statua in cera nera raffigurante la testa recisa dell'eroe.

- Un presunto busto del semidio da fanciullo, eseguito da artista italiano ignoto, si trova al Prado di Madrid [15]